# Beatriz Corredor
Beatriz Corredor Sierra (ur. 1 lipca 1968 w Madrycie) – hiszpańska polityk, prawniczka i samorządowiec, w latach 2008–2010 minister mieszkalnictwa.

## Życiorys
W 1991 ukończyła studia prawnicze na Universidad Autónoma de Madrid. W 1993 uzyskała uprawnienia notariusza (sekretarza rejestru), podejmując praktykę w tym zawodzie. Prowadziła również zajęcia na wydziale prawa Universidad de Castilla-La Mancha, w latach 2002–2006 kierowała studium notarialnym na tej uczelni. W 2003 dołączyła do Hiszpańskiej Socjalistycznej Partii Robotniczej (PSOE). Z jej ramienia w 2007 została wybrana w skład zgromadzenia miejskiego Madrytu.
W kwietniu 2008 została ministrem mieszkalnictwa w drugim rządzie José Luisa Zapatero. Urząd ten sprawowała do października 2010, kiedy to doszło do likwidacji resortu. Objęła wówczas nowo utworzone stanowisko sekretarza stanu do spraw mieszkalnictwa w ministerstwie rozwoju, które zajmowała do grudnia 2011.
Powróciła następnie do wykonywania pracy zawodowej. W 2013 została dyrektorem do spraw instytucjonalnych w organizacji zawodowej Colegio de Registradores. W wyborach w kwietniu 2019 i listopadzie 2019 z listy PSOE uzyskiwała mandat posłanki do Kongresu Deputowanych.